# Alfredo Cucco

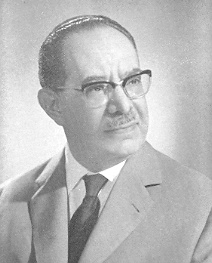
Alfredo Cucco

Alfredo Cucco (* 28. Januar 1893 in Castelbuono; † 21. Januar 1968 in Palermo) war ein italienischer Augenarzt, faschistischer Politiker in Sizilien und Hochschullehrer an der Universität Palermo. Cucco war bereits Anfang der 1920er Jahre im Königreich Italien Parlamentsabgeordneter, Mitglied im Gran Consiglio del Fascismo, unter Mussolini kurzzeitig vor dem Kriegsende Unterstaatssekretär für Volkskultur in der Repubblica Sociale Italiana und nach 1945 Mitglied des Movimento Sociale Italiano.

## Leben
Nach dem Medizinstudium und einer Dozentur in Rom übernahm der Arztsohn Cucco 1923 die Leitung einer Augenklinik in Palermo. Er bewegte sich seit 1914 in nationalistischen Kreisen um die Associazione Nazionalista Italiana und gründete 1919 eine antibolschewistische Zeitschrift La Fiamma Nazionale. Mit den Nationalisten trat er in die Faschistische Partei ein und wurde in das nationale Direktorium berufen, ebenso zum Mitglied im Gran Consiglio del Fascismo. Auch wurde er 1924 Abgeordneter im Montecitorio. Cucco war Parteisekretär der Faschisten in Palermo und wollte sich im Rahmen der faschistischen Machtübernahme ab 1922 gegen die sizilianischen Großgrundbesitzer (latifondisti) wenden und die mittelständischen, oft in der Mafia tätigen gabeloti in eine führende Rolle bringen. Vom Präfekten Cesare Mori wurde er aber selbst angeklagt und 1927 als Mafioso kaltgestellt, um sich mit den mächtigen Grundbesitzern nicht anzulegen. Doch bereits 1929 wurde Mori in den Ruhestand versetzt, die Anklage gegen Cucco bis 1931 fallengelassen und ihm eine Karriere in der Augenmedizin ermöglicht. 1937 trat er wieder in die Partei ein und wurde 1939 erneut Abgeordneter. In seinen Veröffentlichungen zeigte er rassistische und antisemitische Thesen, lehnte Empfängnisverhütung und Abtreibung strikt ab. In der Endphase der Regierung Mussolinis übernahm er ab April 1943 verschiedene Funktionen in der Partei und Regierung. 
Deswegen wurde er 1945 verhaftet und 1947 verurteilt. Bereits 1946 gründete er den neofaschistischen Movimento Sociale Italiano mit und übernahm ab 1948 Funktionärsfunktionen. Daneben lehrte er allgemeine und vergleichende Demografie an der Juristischen Fakultät der Universität Palermo, wo er aus Sicht der Biologie heraus (bio-)demografische Analysen der Bevölkerung machte. Von 1953 bis 1968 saß er erneut im italienischen Parlament als Abgeordneter für Palermo. 1958 sprach er sich gegen die Schließung staatlich kontrollierter Bordelle durch das Gesetz der Sozialistin Lina Merlin aus, um die Sexualität junger Italiener zu kanalisieren.

## Werke
- Nuovi orientamenti biodemografici. Palumbo, 1942
- Amplexus interruptus: effetti deleteri alla salute con particolare riguardo all’organo della vista. Bocca editore, 1942
- Destino dei popoli. Mondadori, 1944
- I popoli in conflitto alla luce della biologia. Edizioni popolari, 1944
- Non volevamo perdere. Cappelli Editore, Bologna 1950
- Appunti di Demografia. Pezzino, Palermo 1950

## Einzelbelege
1. ↑  Moses I. Finley, Denis Mack Smith, Christopher Duggan: Geschichte Siziliens und der Sizilianer. C.H. Beck, 2006, ISBN 978-3-406-54130-8 (google.de [abgerufen am 18. Februar 2023]).
2. ↑  Walter Brendel: Die Macht der Geheimbünde: Geheimnisse, Mythen, Tatsachen. epubli, 2022, ISBN 978-3-7549-6206-0 (google.de [abgerufen am 18. Februar 2023]).
3. ↑  Malte König: Prostitution und Emanzipation. Die Schließung der staatlich lizensierten Bordelle Italiens 1958. In: Vierteljahrshefte für Zeitgeschichte. Band 55, Nr. 4, 15. Oktober 2007, ISSN 2196-7121, S. 617–640, doi:10.1524/VfZg.2007.55.4.617 (degruyter.com [abgerufen am 18. Februar 2023]).

| Personendaten    | Personendaten                                         |
| ---------------- | ----------------------------------------------------- |
| NAME             | Cucco, Alfredo                                        |
| KURZBESCHREIBUNG | italienischer Augenarzt, Faschist und Hochschullehrer |
| GEBURTSDATUM     | 28. Januar 1893                                       |
| GEBURTSORT       | Castelbuono                                           |
| STERBEDATUM      | 21. Januar 1968                                       |
| STERBEORT        | Palermo                                               |